# Jan Skotnicki (kasztelan)
Jan Skotnicki, Jan z Małych Skotnik herbu Bogoria (ur. w 1569, zm. w 1621 w Rohatynie) – kasztelan połaniecki, rotmistrz, właściciel  wyższego zamku w Odrzykoniu koło Krosna.

## Życiorys
Syn chorążego halickiego Pawła Skotnickiego i Katarzyny Kołowej z Saporowskich, wdowy po Mikołaju Herburcie.
Od 1605 właściciel zamku wysokiego w Odrzykoniu, który rodzina Skotnickich wykupiła od Kamienieckich w 1601 roku.  Od roku 1606 toczył spór przed sądem w Krośnie z Piotrem Firlejem o prawo do korzystania ze studni zamkowej i wycięcie drzew. Jan Skotnicki dokonał remontu zamku oraz odbudował kaplicę, którą poświęcił w 1621 biskup przemyski Jan Wężyk. Jak podaje Kasper Niesiecki, Jan Skotnicki młodość spędził na dworach króla Stefana Batorego i Zygmunta III. Jako rotmistrz brał udział w wojnach moskiewskich, inflanckich i wołoskich.
W 1620 uzyskał tytuł kasztelana połanieckiego. W 1621 został zamordowany przez ludzi starosty trembowelskiego Bałabana w miejscowości Rohatyn. 
Żoną Jana Skotnickiego była  Zofia Ligęza – córka Mikołaja Ligęzy – kasztelana wiślickiego.
Ich nagrobek wykonany został przez włoskich artystów pracujących dla Zygmunta III Wazy i znajduje się w bazylice Świętej Trójcy w Krośnie.

## Pierwowzór literacki
W 1605 r. Jan Skotnicki odkupił część zamku odrzykońskiego, który w połowie należał do rodziny Firlejów. Spory Skotnickich i Firlejów zostały uwiecznione w Zemście Aleksandra Fredry, a Jan Skotnicki jest w niej Rejentem Milczkiem.
W postać Jana Skotnickiego vel Rejenta Milczka wcielali się, m.in. Wincenty Rapacki, Stefan Jaracz, Józef Węgrzyn, Jacek Woszczerowicz, Ignacy Machowski, Gustaw Holoubek, czy, w ostatniej ekranizacji Zemsty Andrzeja Wajdy (2002), Andrzej Seweryn.